# Confédération de l'unité syndicale du Guatemala
La Confederación de Unidad Sindical de Guatemala (CUSG - Confédération de l'unité syndicale du Guatemala)est une confédération syndicale du Guatemala. Elle est affiliée à la Confédération syndicale des travailleurs et travailleuses des Amériques et à la Confédération syndicale internationale.